# Linda (äpple)

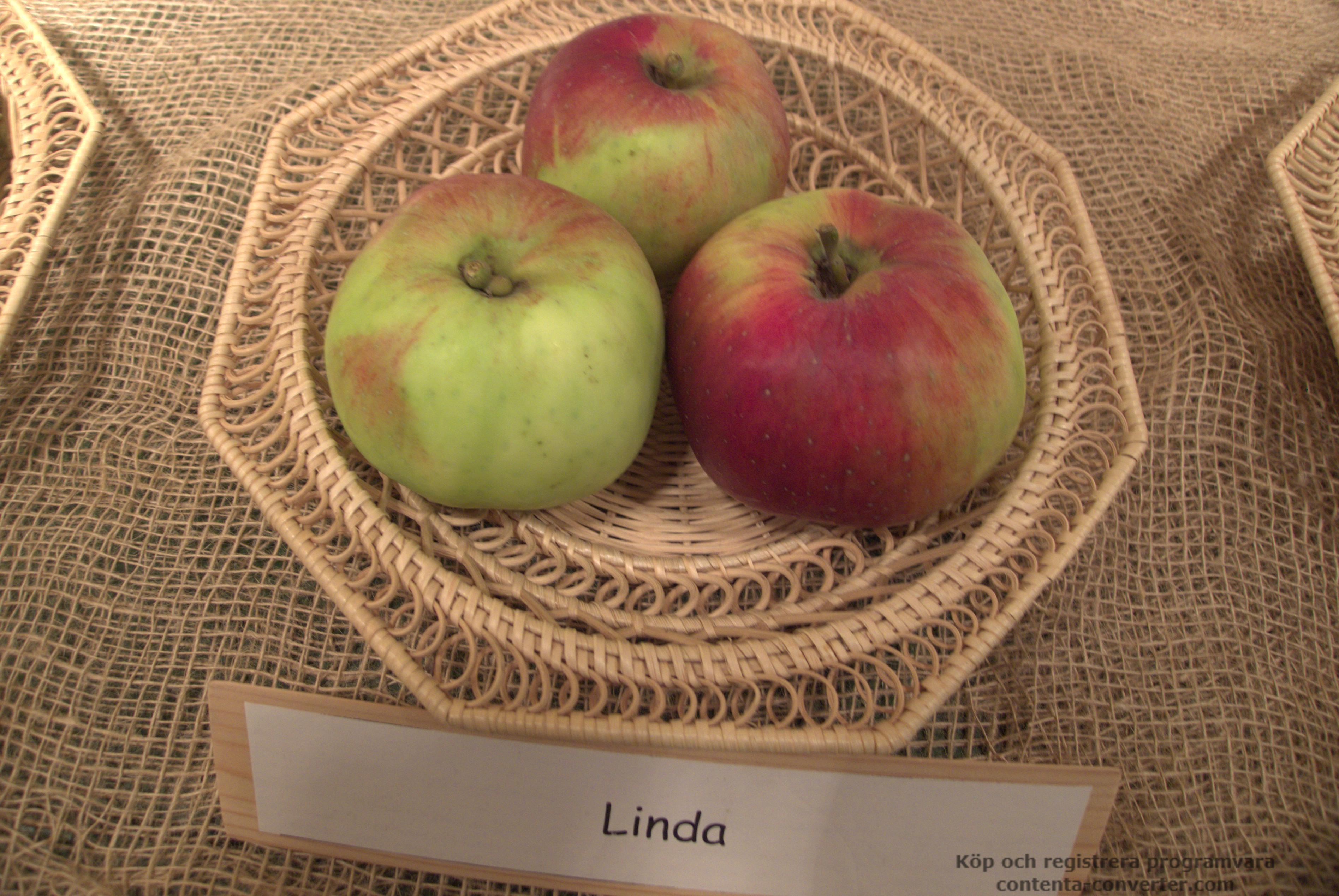

Linda är en äppelsort av kanadensiskt ursprung. Den kommer av en fri pollinering av Langford Beauty på Central Experimental Farm i Ottawa 1898. Den blev selekterad 1914 och introducerad 1925. Trädet är medelstarkt växande med utbredd växande krona, växer ofta med spetsiga grenvinklar vilket medför att grenarna bryts av. Bär frukt tidigt och rikt, men något ojämnt. Frukten medelstor. Köttet på detta är vitt, fast samt saftigt med svag söt och syrlig smak. Särpräglad arom. Blomningen ligger mitt i säsongen, och detta äpple pollineras av bland annat Cortland, Early Red Bird, Lord Lambourne och Transparente Blanche. I Sverige odlas Lindaäpplet gynnsammast i zon III.
Linda började att säljas i Sverige år 1950 av Alnarps Trädgårdar.